# 볼가르

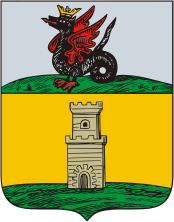
시 문장

볼가르(러시아어: Бо́лгар, 타타르어: Болгар/Bolğar)는 러시아 타타르 공화국 남서부에 위치한 도시로, 인구는 8,655명(2002년 기준)이다. 볼가강 좌안과 접하며 카잔(타타르 공화국의 수도)에서 남서쪽으로 140km 정도 떨어진 곳에 위치한다.
1781년 베지나 강과 접한 체르티코보 마을이 스파스크(Спасск)라는 이름의 시로 승격되었고 1926년 스파스크타타르스키(Спасск-Татарский)라는 이름으로 변경된다. 1935년 러시아의 혁명가인 발레리안 쿠이비셰프의 업적을 기념하기 위해 쿠이비셰프(Куйбышев)라는 이름으로 변경되었지만 1991년 지금과 같은 이름으로 변경되었다.